# Skalotteløg
Skalotteløg (Allium cepa var. aggregatum) er en varietet af planten kepaløg og anvendes som grøntsag. De har en lidt mildere smag end almindelige løg. Anvendes ofte i gryderetter, tomatretter (f.eks. tomatsalat) og til klassiske saucer som beurre blanc og béarnaise.

## Dyrkning
Skalotteløg har brug for et højt kalkindhold i jorden. De skal sættes og kan ikke sås.
Skalotteløg formerer sig ved deling.